# Alejandro Murat Hinojosa
Alejandro Ismael Murat Hinojosa (Tlalnepantla de Baz, 4 agosto 1975) è un politico e avvocato messicano, governatore dell'Oaxaca dal 2016 al 2022.

## Biografia
Nato a Tlalnepantla de Baz, nello stato federato del Messico, il 4 agosto 1975, suo padre è il politico José Murat, anch'egli in passato governatore dell'Oaxaca. Si laurea in giurisprudenza presso l'Istituto tecnologico autonomo del Messico. Successivamente consegue due master presso la Columbia University: il primo sempre in giurisprudenza mentre il secondo in relazioni internazionali.

### Carriera politica
Successivamente entra in politica. Nel 2004 entra alla Camera dopo le dimissioni del deputato Jorge Ortiz Alvarado. Durante il mandato, durato quasi due anni, contribuisce alla creazione della commissione speciale per la competitività e lo sviluppo regionale.
Dal 2007 al 2009 diviene direttore generale dell'Istituto delle funzioni registrali dello stato del Messico. Nel 2012, invece, viene nominato dall'allora presidente Enrique Peña Nieto direttore dell'Istituto del fondo nazionale per gli alloggi dei lavoratori (Instituto del Fondo Nacional de la Vivienda para los Trabajadores), organismo pubblico messicano.
Ricopre tale carica fino al dicembre 2015, annunciando di candidarsi alle elezioni del 2016 come governatore dell'Oaxaca. Entra quindi nella coalizione Juntos hacemos más, formata dal Partito Rivoluzionario Istituzionale, Partito Verde Ecologista e Nuova Alleanza. Il 13 giugno, svoltesi le elezioni, risulta il vincitore. Assume la carica ufficialmente dal dicembre successivo, rimanendo governatore per una durata di sei anni.

## Vita privata
Si è sposato nel 2002 con Ivette Morán Rodríguez, con la quale ha quattro figli: Alexa, Emilia, Alejandro e Ivette.